# 约翰·威拉德·摩根
约翰·威拉德·摩根（John Willard Morgan，1946年3月21日—）是一位美国数学家，研究領域為拓扑学和几何学。他是哥伦比亚大学的名誉教授和石溪大学西蒙斯几何与物理中心的成员。2007年，约翰·威拉德·摩根和田刚發表了有關於庞加莱猜想的論文。